# 罗斯科 (德国)
罗斯科（德語：Roskow，德語發音：[ˈʀɔskoː]）是德国勃兰登堡州的一个市镇，隶属于波茨坦-米特尔马克县。总面积为39.26平方公里，截至2020年总人口为1191人。